# علمان
علمان هي إحدى القرى اللبنانية من قرى قضاء الشوف  في محافظة جبل لبنان .

## الاسم والموقع
تقع بالقرب من بلدة دير سريان